# جهة الشرق
جِهَةُ الشَّرْقِ هي إحدى الجهات الإدارية في التقسيم الجهوي الجديد للمملكة المغربية منذ عام 2015. أحدثت الجهة بعد التعديلات التي شملت جهات المغرب بفعل دستور 2011 والجهوية الموسعة التي تبناها المغرب، لتطبيق اللامركزية، حملت الجهة نفس الاسم في التقسيم السابق (الجهة الشرقية) والذي أحدثت به سنة 1971 حيث عرفت تغييرات داخلية لم تشمل حدودها الخارجية، إلا مع التقسيم الجديد الذي ألحق إليها إقليم جرسيف بعد إلغاء الجهة التي كان يتبع إليها. تحد الجهة شمالا بالبحر الأبيض المتوسط ومدينة مليلية المحتلة، وجنوبا بالمنطقة الشبه الصحراوية وغربا بجبال الريف وشرقا بالجزائر. مساحتها تقدر 90.127 كم2، وعدد سكانها 2.314.346 نسمة حسب آخر إحصاء لسنة 2014 بحيث شكل سكانها نسبة 6,8% من إجمالي سكان المغرب. عاصمتها مدينة وجدة.

## موقع الجهة
تحتل جهة الشرق موقعاً جغرافيا استراتيجيا. فهي تطل من جهة على القارة الأوروبية عبر البحر الأبيض المتوسط وبذلك فهي تشكل صلة وصل بين قارتي أفريقيا وأوروبا. وهي تعتبر من جهة ثانية البوابة الثانية للمغرب على محيطهِ المغاربي، ومن شأنها عند رفع جميع الحواجز التي تعوق بناء هذا الفضاء. الاضطلاع بالدور العام للاندماج في السوق المغاربية المشتركة.

## طبيعة الجهة
إن الجزء الكبير من أراضي المنطقة هو شبه صحراوي وقاحل، مع بعض التيارات الأطلسية الرطبة في جبال الريف والأطلس. ليصبح المناخ على نحو جاف وقاحل نحو الجنوب. وهذا راجع إلى درجات الحرارة الكبيرة وقلة هطول الأمطار وعدم انتظامها ما بين شمال وجنوب الجهة.
وفيما يخص الموارد المائية يعد وادي ملوية هو الواد الرئيسي للجهة. ويقدر متوسط تدفق المياه بمليار متر مكعب سنويا. ومن أجل تلبية احتياجات الري والاستهلاك المحلي، تم بناء سدين على واد ملوية. سد محمد الخامس سنة 1967 وسد الحسن الثاني سنة 2000.
وفيما يتعلق بالغطاء النباتي باستثناء بعض الغابات في المناطق الجبلية الشمالية للجهة والمناطق المسقية منها يغلب على الجهة الغطاء النباتي الصحراوي وخصوصا الحلفاء.

## التقسيم الإداري للجهة
تتكون الجهة من 7 أقاليم وعمالة واحدة هي مركز الجهة على النحو التالي:
- عمالة وجدة أنكاد
- إقليم جرسيف
- إقليم بركان
- إقليم تاوريرت
- إقليم جرادة
- إقليم فكيك
- إقليم الناظور
- إقليم الدريوش

## الاقتصاد
إن ما يميز جهة الشرق على مستوى بنية أنشطتها الاقتصادية. هو سيادة أنشطة قطاع التجارة والخدمات. والانتشار للأنشطة غير المهيكلة، حيث بلغت نسبة السكان النشطين بهذا القطاع خلال سنة 2014 حوالي 55.2% من مجموع اليد العاملة المشتغلة.
ويأتي القطاع الفلاحي في المرتبة الثانية في نسبة اشتغال اليد العاملة، وقطاع تربية المواشي والرعي على مساحات كبيرة لا سيما في النجود العليا حيث تكاد تمثل المصدر الوحيد لدخل ساكنة تلك المناطق.
أما في الصيد البحري فتمتلك الجهة واجهة بحرية هامة من حوالي 200 كيلومتر تسمح لها باستغلال مختلف الثروات السمكية وفي هذا الإطار، تساهم التجهيزات الاساسية المينائية لبني أنصار ورأس كبدانة لإقليم الناظور في تنمية قطاع الصيد وتشجيع إقامة صناعة سمكية تجارية.
وأخيرا فيما يخص الصناعة، فرغم التطور الملموس الذي شهده هذا القطاع في الجهة خلال العقدين الأخيرين إلا أنه ظل يعاني من مشاكل عدة نتيجة ضعف الاستثمارات بفعل رواج السلع المهربة والأنشطة غير المهيكلة بالإضافة إلى ارتفاع تكاليف الإنتاج مقارنة بجهات أخرى. لذلك لا تتعدى نسبة 5% من مساهمة الجهة صناعيا في الصناعة الوطنية.
- تخلد جهة الشرق، في الثامن عشر مارس 2024، الذكرى الواحدة والعشرين لإطلاق المبادرة الملكية لتنمية جهة الشرق، وقد تم تخليد هذا اليوم بمقر ولاية جهة الشرق، من خلال ندوة تضمنت مجموعة من العروض المرتبطة بتنمية جهة الشرق وخاصة مدينة وجدة.و تم خلال هذا اليوم أيضا، تدشين مجموعة من المشاريع الجديدة بمدينة وجدة، حيث أشرف والي جهة الشرق عامل عمالة وجدة أنجاد السيد معاذ الجامعي، على إعطاء الانطلاقة لبدء الأشغال في المدينة الحضرية الجديدة بوجدة، والقطار السياحي الذي يربط بين وجدة وإقليم فجيج، وتدشين مدرسة zone 01 ووحدة صناعية لتجميع أسلاك السيارات.[4][5]
- في 18 مارس 2024، خلدت جهة الشرق ، الذكرى الواحدة والعشرين لإطلاق المبادرة الملكية لتنمية جهة الشرق، وقد تم تخليد هذا اليوم بمقر ولاية جهة الشرق، من خلال ندوة تضمنت مجموعة من العروض المرتبطة بتنمية جهة الشرق وخاصة مدينة وجدة.و تم خلال هذا اليوم أيضا، تدشين مجموعة من المشاريع الجديدة بمدينة وجدة، حيث أشرف والي جهة الشرق عامل عمالة وجدة أنجاد السيد معاذ الجامعي، على إعطاء الانطلاقة لبدء الأشغال في المدينة الحضرية الجديدة بوجدة، والقطار السياحي الذي يربط بين وجدة وإقليم فجيج، وتدشين مدرسة zone 01 ووحدة صناعية لتجميع أسلاك السيارات.[6][7]

## مدن الجهة
| الشعار | المدينة             | صورة             | الإقليم/العمالة  | المساحة (كلم²) | عدد السكان (2014) | العمدة           | الموقع                          |
| ------ | ------------------- | ---------------- | ---------------- | -------------- | ----------------- | ---------------- | ------------------------------- |
|        | وجدة                |                  | عمالة وجدة أنكاد | 96.36          | 494,252           | عمر حجيرة        | 34°41′N 1°55′W / 34.68°N 1.91°W |
|        | جرسيف               |                  | إقليم جرسيف      | 24.73          | 90,880            | علي الجغاوي      | 34°36′N 2°13′W / 34.60°N 2.21°W |
|        | بني درار            |                  | عمالة وجدة أنكاد | 3.02           | 10,934            | اليزيد بنعربية   | 34°36′N 2°13′W / 34.60°N 2.21°W |
|        | النعيمة             |                  | عمالة وجدة أنكاد | 5.15           | 1,088             | أحمد رضى شبار    | 34°36′N 2°13′W / 34.60°N 2.21°W |
|        | أحفير               |                  | إقليم بركان      | 7.48           | 19,630            | محمد زردالي      | 34°57′N 2°06′W / 34.95°N 2.10°W |
|        | عين الركادة         | لا توجد صورة حرّة | إقليم بركان      | 1.33           | 2,694             | بنيونس زياني     | 34°55′N 2°14′W / 34.92°N 2.23°W |
|        | أكليم               | لا توجد صورة حرّة | إقليم بركان      | 3.08           | 9,695             | فتحي علاوي       | 34°55′N 2°26′W / 34.92°N 2.43°W |
|        | بركان               |                  | إقليم بركان      | 26.99          | 109,237           | محمد إبراهيمي    | 34°55′N 2°19′W / 34.91°N 2.31°W |
|        | السعيدية            |                  | إقليم بركان      | 28.31          | 8,780             | عمر بن إسماعيل   | 35°05′N 2°14′W / 35.08°N 2.23°W |
|        | سيدي سليمان الشراعة | لا توجد صورة حرّة | إقليم بركان      | 6.24           | 30,202            | المبروك المريني  | 34°54′N 2°21′W / 34.90°N 2.35°W |
|        | دبدو                |                  | إقليم تاوريرت    | 2.93           | 4,960             | اليماني عبيدي    | 33°59′N 3°03′W / 33.98°N 3.05°W |
|        | العيون سيدي ملوك    |                  | إقليم تاوريرت    | 11.28          | 41,832            | محمد نجمي        | 34°35′N 2°30′W / 34.58°N 2.50°W |
|        | تاوريرت             |                  | إقليم تاوريرت    | 17.20          | 103,398           | البشير بوخريص    | 34°25′N 2°53′W / 34.41°N 2.88°W |
|        | جرادة               |                  | إقليم جرادة      | 17.21          | 43,506            | امباركة توتو     | 34°19′N 2°10′W / 34.31°N 2.16°W |
|        | عين بني مطهر        |                  | إقليم جرادة      | 8.12           | 16,289            | علال حاجي        | 34°05′N 2°01′W / 34.08°N 2.02°W |
|        | تويسيت              | لا توجد صورة حرّة | إقليم جرادة      | 4.28           | 3,137             | محمد نوار        | 34°28′N 1°46′W / 34.47°N 1.76°W |
|        | بوعرفة              |                  | إقليم فكيك       | 6.88           | 28,846            | صالح زروالي      | 32°32′N 1°58′W / 32.53°N 1.96°W |
|        | فكيك                |                  | إقليم فكيك       | 15.29          | 10,872            | محمد هكو         | 32°06′N 1°14′W / 32.1°N 1.23°W  |
|        | العروي              |                  | إقليم الناظور    | 22.10          | 47,599            | عبد القادر قوضاض | 34°59′N 3°01′W / 34.98°N 3.01°W |
|        | بني انصار           |                  | إقليم الناظور    | 61.12          | 56,582            | عبد الحليم فوطاط | 35°16′N 2°56′W / 35.26°N 2.94°W |
|        | الناظور             |                  | إقليم الناظور    | 24.20          | 161,726           | سليمان حوليش     | 35°10′N 2°56′W / 35.17°N 2.93°W |
|        | زايو                |                  | إقليم الناظور    | 12.15          | 35,806            | محمد الطيبي      | 34°56′N 2°44′W / 34.93°N 2.73°W |
|        | أزغنغان             |                  | إقليم الناظور    | 6.22           | 34,025            | الحبيب فانا      | 35°09′N 3°01′W / 35.15°N 3.02°W |
|        | رأس الماء           |                  | إقليم الناظور    | 48.58          | 7,580             | محمد لهمام       | 35°08′N 2°25′W / 35.13°N 2.41°W |
|        | سلوان               | لا توجد صورة حرّة | إقليم الناظور    | 34.07          | 21,570            | حسن الغريسي      | 35°04′N 2°56′W / 35.06°N 2.93°W |
|        | الدريوش             |                  | إقليم الدريوش    | 6.05           | 14,741            | محمد البوكيلي    | 34°59′N 3°23′W / 34.98°N 3.38°W |
|        | ميضار               |                  | إقليم الدريوش    | 108.2          | 15,021            | أحمد المحوتي     | 34°57′N 3°32′W / 34.95°N 3.53°W |
|        | بن الطيب            |                  | إقليم الدريوش    | 12.75          | 14,257            | محمد فضيلي       | 35°05′N 3°28′W / 35.08°N 3.46°W |

## البنية التحتية

### الشبكة الطرقية
تتوفر الجهة على ربط طرقي بالطريق السيار تحت رقم A2 من فاس إلى وجدة إفتتح بتاريخ 25 يوليوز 2011 لمسافة 320 كلم، كما تتوفر على مطاري هما مطار الناظور العروي ومطار وجدة أنجاد، كما تتوفر الجهة على أحد أكبر المحطات البحرية بالمملكة وهو ميناء الناظور بني أنصار وإضافة إلى ميناء السعيدية الذي دشنه الملك محمد السادس سنة 2005، بالإضافة إلى مشروع إحداث ميناء الناظور غرب المتوسط.

### الشبكة السككية
تتوفر الجهة على سكة حديدية واحدة (غير مُكهربة) تربط بين وجدة والدار البيضاء وسكة حديدية أخرى بين الناظور وتاوريرت.

## السياحة
تتوفر الجهة على شريط ساحلي مهم يمتد من شاطئ بويفار إلى شاطئ السعيدية الذي يجعل السياحة الشاطئية تحضى بالأولوية بالمنطقة. هذا بالإضافة إلى السياحة الجبلية بسلسلة جبال بني يزناسن خصوصا تافوغالت وزكزل وعين الصفا، و بجرادة والنواحي، كما تتوفر الجهة على وحدات فندقية مهمة مصنفة وغير مصنفة. ولا ننسى السياحة التاريخية والتي تهتم بالقصبات وخصوصا منطقة فجيج.

## أعلام الجهة الشرقية
- محمد بن علي الوجدي، شاعر وموسيقي ومرجع في السلوك والآداب في الدولة السعدية.
- محمد عابد الجابري، من أهم الفلاسفة العرب المعاصرين.
- بوعمامة، مجاهد ومتصوف، ولد وتوفي بالجهة الشرقية.
- مبارك البكاي، رئيس الحكومة.
- عباس الفاسي، وزير أول.
- أحمد عصمان، وزير أول.
- زليخة نصري، مستشارة الملك محمد السادس.
- مصطفى بن حمزة، عالم دين مغربي.
- محمد أوفقير وزير الدفاع ووزير الداخلية.
- هشام الكروج، بطل عالمي وأولمبي في ألعاب القوى.
- عبد اللطيف بن عزي، عميد المنتخب الفرنسي في رياضة الركبي.
- محمد شكري، صاحب رواية الخبز الحافي.
- عمر بنجلون، ناشط سياسي ونقابي.
- نجاة فالو بلقاسم، وزيرة فرنسية.
- أحمد أبو طالب، عمدة روتردام.
- عبد العزيز بوتفليقة، رئيس الجمهورية الجزائرية.
- شكيب خليل، رئيس منظمة أوبك.
- نورية بن غبريط رمعون، باحثة ومؤلفة فرانكفونية جزائرية.
- بنعبدالله الوكوتي، نائب رئيس أول ولاية لمجلس النواب بعد الاستقلال وأحد أعمدة المقاومة بالجهة الشرقية ومن أهم قيادات جيش التحرير.
- فوزي لقجع، رئيس الجامعة الملكية المغربية لكرة القدم.
- مزيان بلقفيه، مستشار الملك محمد السادس.